# Pave Dionysius
Pave Dionysius 1. var pave fra 22. juli 259 til sin død 26. december 268. Han var muligvis født i Grækenland, men dette er ikke verificeret. Dionysius blev valgt til pave i 259 ved slutningen af den periode, hvor kejser Valerian gennemførte sine kristenforfølgelser. Disse stoppede, da Valerian blev fanget og dræbt af kong Shapur 1. af Persien i 260.
En af den nyvalgte paves første opgaver var at reorganisere den romerske kirke, som var ved at smuldre. På foranledning af nogle troende i Alexandria udbad han sig forklaringer fra biskop Dionysios af Alexandria angående dennes doktrin om forholdet mellem Gud og Ordet, hvilket han fik tilfredstillende svar på.
Pave Dionysius sendte store pengesummer til kirkerne i Kappadokien, som var blevet hærget af de plyndrende goter, med henblik på genopbygning og løskøb af dem, der blev holdt til fange. Han fik styr på kirken og skaffede fred, efter at kejser Gallienus udstedte en befaling om tolerance, der holdt til 303. Dionysius er den første pave, der ikke er benævnt som martyr. 
Kunstnerisk er han portrætteret iført paveligt ornat holdende på en bog.